# Kepler-34 (AB)b
Kepler-34 (AB)b è un pianeta extrasolare circumbinario che orbita attorno a Kepler-34, una stella binaria della costellazione del Cigno, distante 4900 anni luce dal sistema solare. Il pianeta è stato scoperto nel gennaio 2012 con il metodo del transito dalla missione Kepler, contemporaneamente ad un altro pianeta circumbinario, Kepler-35 (AB)b.
Il pianeta è un gigante gassoso con una massa 0,22 volte quella di Giove, con un raggio 0,76 volte quello gioviano, e che orbita attorno alle due stelle, entrambe nane gialle simili al Sole, in 289 giorni a una distanza di 1,09 UA dal baricentro del sistema.